# 김진솔 (축구 선수)
김진솔(金眞率, 1989년 1월 11일~)은 대한민국의 축구 선수로서 포지션은 포워드이다.